# Чуичи Нагумо
Чуичи Нагумо (јап. 南雲 忠一; 25. март 1887 — 6. јул 1944) је био адмирал Јапанске царске морнарице у Другом светском рату.

## Рани период
Нагумо је рођен у граду Јонезава, у префектури Јамагата на северу Јапана, 1887. године. Он је дипломирао у 36. класи јапанске царске поморске академије 1908. године, као 8. на ранг листи од 191. кадета. Као подофицир служи на крстарицама Соја, Нитака и оклопном крсташу Нишин. Након унапређења у чин Esign (еквивалент: Потпоручник) 1910. године, он служи на оклопним крсташу Азама.
По завршетку торпедне школе и поморске артиљеријске школе, он је унапређен у чин  (еквивалент: Поручник Корвете) и служи на разарачу Аки, па на разарачу Хацујуки. Нагумо је 1914. године унапрешен у чин  (еквивалент: Поручник Фрегате) и прелази да служи на бојни крсташ Киришима, а затим на разарач Суги. Његова прва команда над једним бродом почиње 15. децембра 1917. године - разарач Кисараги.
Нагумо завршава поморски ратни колеџ, и унапређен је у чин Lieutenant commander (еквивалент: Поручник Бојног Брода) 1920. године. Његове специјалности су биле: торпедо и тактика разарача. Од 1920. до 1921. године он је командовао разарачем Моми, али је убрзо пребачен на обалне дужности у склопу Адмираштаба. Он је унапређен у чин  (еквивалент: Капетан Корвете) 1924. године. Од 1925. до 1926. године, Нагумо је придружен јапанској мисији која је проучавала тактику поморског ратовања и опрему у Европи и Сједињеним Америчким Државама.
Након повратка у Јапан, Нагумо служи као инструктор на царској поморској академији у периоду од 1927. до 1929. године. Нагумо је унапређен у чин  (еквивален: Капетан Фрегате) новембра 1929. године и преузима команду над лаком крстарицом Нака, а од 1930. до 1931. године, командује 11. дивизијом разарача. Након службе на административним местима у периоду 1931—1933. године, постаје командант тешке крстарице Такао од 1933. до 1934. године, па бојног брода Јамаширо у периоду од 1934. до 1935. године. Унапређен у чин контраадмирала 1. новембра 1935. године.
Као контраадмирал, Нагумо командује 8. дивизијом крстарица која помаже покрете јапанске армије у приобалним деловима Кине, патролирајући по Жутом мору. Као један од водећих официра групе милитариста у флоти, он је нагло напредовао у каријери због политичке позадине.
Од 1937. до 1938. године, командовао је торпедном школом, а у периоду 1937—1938. он је командант 3. дивизије крстарица. Нагумо је унапређен у чин вицеадмирала 15. новембра 1939. године. Од новембра 1940. до априла 1941. године, Нагумо командује поморским ратним колеџом.

## Други светски рат
Дана, 10. априла 1941. године, Нагумо постаје главни командант 1. ваздушне флоте јапанске морнарице, борбене групе носача авиона, углавном због свог високог чина. Многи савременици и историчари сумњају у његове способности за ово командовање, наводећи његов недостатак блискости са морнаричким ваздухопловством.
У то време, он је већ видњиво остарио, физички и психички. Физички, он је боловао од артритиса, који је највероватније настао као последица бављења кендо мачевањем у млађим данима. Психички, постао је опрезан официр, који је трошио сваки делић свог времена на тактичко планирање сваке операције у којој је био укључен.
Адмирал Нишизо Цукахара је изразио сумњу у његово постављање, и изјавио; „Нагумо је био официр старе школе, специјалиста за торпеда и површински маневар... Он није имао никакву представу о способностима и могућностима морнаричког ваздухопловства“. Код куће, Нагумо није описиван са љубављу. Један од његова два сина га је описао као замишљеног оца који је био опседнут (а касније и разочаран) притиском на своје синове, да следе његов корак у морнарици. Супротно, Нагумови млађи официри у морнарици су на њега гледали као фигуру педантног оца, какви његови синови нису били.
Ипак, као командант 1. ваздушне флоте јапанске морнарице, Нагумо изводи успешан напад на Перл Харбор. (Мада је касније строго критикован његов неуспех да лансира трећи талас у нападу на Перл Харбор, који је требало да уништи ремонтне станице као и већину других важних објекта, и на тај начин главну америчку поморску базу на Пацифику учини бескорисном).
Нагумо је био окружен способним младим официрима, као што су поручници бојног брода Минору Генда и Мицуо Фушида. У првој половини 1942. године, Нагумо наставља са успешном кампањом. Он је командовао флотом која је бомбардовала луку Дарвин, и извео успешан Индијско океански рејд против британске флоте. Том приликом су британцима потопљени: један носач авиона, две тешке крстарице, и два разарача а адмирал Џејмс Сомервил је био присињен да остатак флоте повуче ка источној Африци.
По завршеном рејду по Индијском океану, Нагумов лични скор потопљених бродова је износио: пет бојних бродова, један носача авиона, две крстарице, седам разарача, много трговачких, транспортних и разних других бродова. На његовој листи се такође налазили више од сто оборених савезничких авиона из шест земаља, као и велики број уништених авиона на земљи. Разарање спроведено над савезничким лукама је онемогућило или успорило савезничке операције. У исто време, он је изгубио јако мало својих пилота и чланова посаде.
Међутим, у бици за Мидвеј, Нагумовим скоро перфектним резултатима, најзад је дошао крај. Његова оперативна ескадра носача авиона губи четири носача, што ће касније да се покаже као прекретница у Пацифичком ратовању.
Касније, Нагумо постаје главни командант 3. ваздушне флоте јапанске морнарице и командује носачима авиома у Гвадалканалској кампањи, али је тамо његово дејство углавном било неодлучно, и неопрезне је полако ослабио јапанску поморску отпорност. Заправо тешки губици авиона и посада у бици код источних Соломона и у бици код Санта Круз острва ће се показати одлучујућим за учинак јапанске морнарице у каснијем ангажовању.

## Последњи дани
Дана, 11. новембра 1942. године, Нагумо је враћен у Јапан, и постављен за команданта поморске базе Сасебо. Пребачен је у поморску базу Куре 21. јуна 1943. године. Од октобра 1943. до фебруара 1944. године, Нагумо је поново главни командант 1. ваздушне флоте јапанске морнарице, која је углавном била ангажована на обуци нових пилота.
Међутим, како се ратна ситуација све више погоршавала за Јапан, Нагуму се још једном пружила прилика да командује у борби. Он је послат 4. марта 1944. године на Маријанска острва у својству главног команданта кратко постојеће 14. ваздушне флоте јапанске морнарице, а тагође је постао и главни командант новоформиране флоте централно пацифичке области.
Од 15. јуна 1944. године, у данима након поражавајуће битке у Филипинском мору, у којој је вицеадмирал Џисабуро Озава изгубио три носача авиона и близу 500 авиона, Нагумо и његов армијски колега генерал Јошицугу Саито, покушавају да одбране острво Саипан од јуриша америчких маринаца. Дана, 6. јула 1944. године, током последњег стадијума битке за Саипан, Нагумо извршава самоубиство; не на традиционалан начин - сепуку, већ пиштољем, у једном инпровизованом храму у пећини. Његове остатке су касније пронашли амерички маринци у пећини где је провео последње дане као командант одбране Саипана. Постхумно је унапређен у чин Адмирала.